# Station Munsterbilzen
Station Munsterbilzen is een voormalig spoorwegstation in het dorp Munsterbilzen, een deelgemeente van Bilzen-Hoeselt. Het lag aan spoorlijn 20 (Maastricht-Hasselt).
Vanaf 1 augustus 2015 worden er spoorfietsen ingezet tussen Gellik en Munsterbilzen. Tevens is hier het eindpunt van de route.
2,1: Munsterbilzen ·
6,1: Eigenbilzen ·
8,3: Gellik ·
10,6: Lanaken ·
38,1: Maastricht Boschpoort ·
36,0: Maastricht